# José de Jesús Gudiño Pelayo
José de Jesús Gudiño Pelayo (6 de junho de 1943 - 19 de setembro de 2010)  foi um político e jurista mexicano, desde 1995 até sua morte, associado à Suprema Corte de Justiça de seu país.
Nascido em  Autlán de Navarro, Jalisco, Gudiño Pelayo estudou direito na Universidade Iberoamericana. Foi indicado à Suprema Corte pelo presidente Ernesto Zedillo.
Gudiño Pelayo ficou marcado por suas posições a favor do casamento gay e adoção de crianças por casais homossexuais, em um país predominantemente católico.
Morreu em Londres, durante suas férias, em 2010.